# وائل جمعه
وائل جمعه (عربی: وائل جمعة)؛ زاده ۳ اوت ۱۹۷۵ یک بازیکن فوتبال اهل مصر است.

## تیم ملی
وی همچنین در تیم ملی فوتبال مصر بازی کرده‌است.